# Vlekkeelbuulbuul
De vlekkeelbuulbuul (Pycnonotus finlaysoni) is een zangvogel uit de familie van de buulbuuls. Deze vogel is genoemd naar de Schotse natuuronderzoeker George Finlayson (1790-1823).

## Verspreiding en leefgebied
Deze soort komt voor in Zuidoost-Azië en telt twee ondersoorten:
- P. f. eous: zuidelijk China, Thailand en zuidelijk Indochina.
- P. f. finlaysoni: Malakka.

## Status
De grootte van de populatie is niet gekwantificeerd maar de soort wordt omschreven als plaatselijk algemeen. Op de Rode lijst van de IUCN heeft deze soort de status niet bedreigd.